# Buckeye (Arizona)
Buckeye è una località degli Stati Uniti d'America, situata nella contea di Maricopa, nello Stato dell'Arizona.

## Storia
Il colono originario Malin M. Jackson sviluppò 10 miglia (16 km) del Canale Buckeye dal 1884 al 1886, che prese il nome dal suo stato d'origine del soprannome dell'Ohio, "The Buckeye State". La città fu fondata nel 1888 e originariamente chiamata "Sidney", dopo la città natale di Jackson, nell'Ohio. Tuttavia, a causa del significato del canale, la città divenne nota come Buckeye. Il nome fu cambiato legalmente in Buckeye nel 1910. La città fu incorporata nel 1929, a quel tempo comprendeva 440 acri (180 ha). Il primo sindaco della città fu Hugh M. Watson (1956-1958), che fondò la Buckeye Valley Bank. Oggi, Watson Road è il sito del centro commerciale della città.
Nel 2008, Buckeye ha partecipato a The NewsHour insieme a Jim Lehrer nell'ambito di una serie di una settimana intitolata "Blueprint America"
Nel 2013, un video con uno studente della Verrado High School che ha superato la sindrome di Down per unirsi alla squadra di cheerleader della scuola, e usando la canzone di Katy Perry "Roar", è stato selezionato come finalista in un concorso Good Morning America.
Un voto per trasformare la città nella città di Buckeye è diventato effettivo nel 2014. [10]
Nel mese di novembre 2017, i media hanno riferito che una società associata al miliardario Bill Gates ha acquistato 24.800 acri (100 km²) tra Buckeye e Tonopah per $ 80 milioni. La società di Gates prevede di creare una "città intelligente" chiamata Belmont sul sito.